# Françoise Dolto
Françoise Dolto (6 de noviembre de 1908 - 25 de agosto de 1988) fue una médica pediatra y psicoanalista francesa famosa por sus descubrimientos en psicoanálisis de la infancia.
Participó junto a Jacques Lacan en la creación de la Escuela Freudiana de París.

## Biografía
Françoise Marette (su nombre de soltera) fue hermana de Jacques Marette, ministro francés de Correos desde 1962 hasta 1967, pero fue más conocida con el apellido de su esposo, Boris Dolto (1899–1981), uno de los pioneros de la kinesioterapia en Francia.
Además es madre de Yvan-Chrysostome Dolto (1943–2008), cantante más conocido por su nombre artístico Carlos, de Grégoire Dolto (1944–2008), ingeniero, y de Catherine Dolto (1946–) también psicoanalista, quien escribe libros para niños y padres.
De religión católica, ha sido la primera psicoanalista en realizar una conferencia en Roma, en Saint-Louis des Français, sobre el tema : Vida espiritual y psicoanálisis.
En 1977, fue una de las firmantes de la petición francesa contra las leyes de edad de consentimiento.
Fallecida el 25 de agosto de 1988, fue inhumada en el cementerio de Bourg-la-Reine en el panteón familiar al lado de su marido Boris y su hijo Carlos.

## Trabajos y aportes
Se interesaba esencialmente por el psicoanálisis de la infancia y sostiene su tesis Psicoanálisis y pediatría en 1939. Para ella, el niño puede ser psicoanalizado muy tempranamente como individuo. La infancia tiene así un papel fundamental para el desarrollo de la persona.
Considera que el niño posee un verdadero "lenguaje", el ser humano siendo por esencia comunicador, ya comunica, a su manera, por el cuerpo: aprender a andar, o incluso a desplazarse en cuatro piernas, por ejemplo, es comenzar a querer liberarse de los padres y expresar un principio de deseo de independencia.
Analiza también las relaciones niños/padres, y, en particular, el origen del Complejo de Edipo y la importancia del papel del padre a partir de los primeros días. A través del padre, el niño comprende que él no es todo para su madre, lo que implica frustración y permite la individualización.
Su análisis se centró, en adelante, en las costumbres.
Algunas de sus propuestas pueden parecer extrañas, como la explicación que debe darse, según ella, a un niño que pregunta cómo ha nacido: "porque quisiste nacer" (La dificultad de vivir). Sin embargo, eso muestra la importancia que concede a la palabra en la construcción del individuo.
Adicionalmente a la amplia producción teórica de la que se da cuenta en la bibliografía referida en el apartado relativo a su obra; hay cuatro publicaciones que merecen mención aparte, ya que en ellas se da la cuenta de aspectos relativos a la historia personal y familiar de la autora. Autobiografía de una psicoanalista, Padre e hija. Correspondencia (2005) Buenos Aires, Libros del Zorzal, Solitude [Soledad] (1996) París, Gallimard e Infancias (2006) Buenos Aires, Libros del Zorzal. Son textos en los cuales encontramos las claves que nos permiten comprender como la configuración del universo intersubjetivo en el que creció Francoise Marette, el modo particular en que se posiciona en relación con éste, así como su propio proceso de constitución subjetiva, son el telón de fondo de lo que denominó su vocación como médico de educación, la cual fue la semilla que dio frutos en su trabajo clínico y de teorización que como psicoanalista llevó a cabo durante años.
Catherine Dolto (2006) señala que: Françoise Dolto “pensaba que todo psicoanalista que escribiera y teorizara públicamente debería dar cuenta de su camino hacia la profesión de psicoanalista” (12); partiendo de esta convicción los textos referidos cobran su cabal importancia, ya que brindan elementos para entender que sostener un trabajo en y con la subjetividad, sólo es posible si se realiza un trabajo sobre la propia subjetividad, un proceso de rehistorización que permite conocer cómo se abre la posibilidad de comprometerse en el proceso de escuchar al otro y así poder acompañarlo en descifrar el difícil arte de la vida; a la vez que se hace patente cómo la propia subjetividad se convierte en una fuente epistémica de la que abrevan las obras teóricas.

## Obra
Ha sido una prolífica autora, y su legado se encuentra en numerosas publicaciones de toda clase, que se hallan traducidas en diversos idiomas. Algunos de sus libros más importantes son:
- Psicoanálisis y pediatría (1971).
- El caso Dominique (1971).
- El Evangelio a riesgo del psicoanálisis (1977) (Françoise Dolto, entrevistada por Gérard Séverin, filósofo, teólogo, psicoanalista).
- Al juego del deseo (1981).
- Sexualidad femenina (1982).
- La imagen inconsciente del cuerpo (1984).
- Soledad (1985).
- La causa de los niños (1985).
- Libido femenina (1987).
- La causa de los adolescentes (1988).
- El fracaso escolar (1989).
- Autorretrato de una psicoanalista (1989).
- Palabras para adolescentes o el complejo de la Langosta (1989).
- Cuando el niño aparece (1990).
- Las etapas principales de la infancia (1994).
- Los caminos de la educación (1994).
- La dificultad de vivir (1995).
- La libido de Freud sobre mi cama (1995).
- Todo es lenguaje (1995).
- El sentimiento de sí. A las fuentes de la imagen y del cuerpo (1997).
- Lo femenino (1998).
- La ola y el océano. Seminario sobre los impulsos de muerte (1970-1971), (edición 2003).
- Cartas de juventud: Correspondencia, 1913-1938, (edición 2003).
- Una vida de correspondencia, 1938-1988, (edición 2005).

## Filme
- Françoise Dolto, le désir de vivre. Frankreich, Bélgica 2008 (TV).